# Rustonka
Pražská akciová strojírna, dříve Ruston a spol. všeobecně známá pod zkráceným lidovým názvem Rustonka, byl pražský strojírenský podnik, který stával v dnešní východní části Karlína u hranice s Libní, v prostoru zvaném Švábky, mezi libeňskou Palmovkou a karlínskou Invalidovnou, v posledním období na adrese Praha 8 – Karlín, Sokolovská č. p. 268.
Šlo o jeden z nejstarších strojírenských podniků v hlavním městě Praze. Byl založen na pozemcích, které se tehdy nacházely v jihozápadním cípu katastrálního území Libeň a nesl č. p. 145. Pravděpodobně někdy mezi lety 1938 a 1951 byla změněna hranice katastrálních území a podnik získal uvedenou adresu v Karlíně.
Poslední budova zanikajícího areálu závodu, někdejší kotelna s osmibokým cihlovým komínem, pocházející z poloviny 19. století, byla zdemolována na přelomu února a března 2014. Pod prostorem bývalé továrny dnes prochází trasa B pražského metra mezi stanicí Palmovka a stanicí Invalidovna.
Kancelářská budova strojírny byla postavená roku 1913 na Smíchově. Dnes tam sídlí Česká správa sociálního zabezpečení.

## Rustonova továrna
Na místě kdysi bývala přádelna. V roce 1832 zde přičiněním britských podnikatelů bratrů Thomasových vznikla továrna na parní stroje. Ta v roce 1850 přešla do majetku britského podnikatele Josepha Rustona, jehož příjmení pak dalo firmě její trvalý název. Z té doby pochází nejstarší část - komín s ústřední kotelnou. V letech 1887 - 1902 byl areál továrny postupně rozšiřován. Stavitel František Schlaffer provedl v letech 1900 - 1902 mimo jiné přístavbu strojovny a výstavbu největší budovy - mostárny, která stála na rohu ulic Sokolovské a Švábky. O osm let později vznikly železné střešní konstrukce truhlárny a hlavních dílen. Firma zpočátku vyráběla zejména kotle a parní stroje.
Joseph Ruston byl britský lodní stavitel a podnikatel v říční plavbě, provozoval Pražskou paroplavební společnost. Jeho firma tehdy vyráběla na mnoha místech v Evropě zejména různá strojní zařízení a díly pro říční i zaoceánské lodě určená pro různé provozovatele v Rakousku i Německu. Stavěla se zde jak říční, tak a i námořní plavidla, zejména parníky, vyráběly se zde parní stroje určené nejen pro paroplavbu. Později, koncem 19. století, se zde začaly vyrábět i různé nýtované ocelové konstrukce, zejména pak ocelové mosty a ocelové střešní příhradové konstrukce – pochází odtud například střešní konstrukce pražského Rudolfina, jedno pole Vyšehradského železničního mostu či některé objekty na Pražském výstavišti. Areál závodu byl z tohoto důvodu nadále rozšiřován o další budovy a výrobní haly.
S podnikem také úzce souvisel[zdroj?] dnes již zaniklý Karlínský přístav, jenž zde byl provozován na jednom ze slepých ramen blízké řeky Vltavy. Do továrny také vedla železniční vlečka z železniční stanice Praha-Libeň dolní nádraží na dnes již zrušeném úseku trati Rakouské severozápadní dráhy. V sousedství, oddělen pouze ulicí Švábky se nacházel areál vozovny Křižíkovy tramvaje. Ten sloužil do roku 1965 jako trolejbusová vozovna a byl propojen spojovacími tratěmi jak s trolejbusovou tratí U kříže–Čakovice, tak s tratí Vysočany–Ohrada. Po zrušení tratě do Čakovic (1965) byla zrušena i spojovací trať a areál přestal být využíván jako trolejbusová vozovna.

## Ústřední dílny Elektrických podniků
Těsně před 1. světovou válkou v roce 1912 pak celý podnik přešel do vlastnictví
Elektrických podniků hlavního města Prahy. Pro nové účely zde postupně byly zřízeny zcela nové provozy – lakovna, truhlárna, gumárna, krejčovské dílny. Postupem doby zde byl vytvořen hlavní opravárenský a údržbářský podnik určený pro údržbu a opravy všech vozidel tehdejší městské hromadné dopravy v Praze. Pro tento účel došlo v roce 1913 k napojení areálu i na pražskou tramvajovou síť ze Sokolovské ulice
v prostoru mezi Invalidovnou a Palmovkou, tato kolejová tramvajová propojka sloužila až do roku 1981. Dne 3. června 1984 zanikla jak sousedící železniční trať, tak i na ni napojená železniční vlečka.
Zpočátku se zde kompletně opravovaly především tramvaje a tramvajové vozy, později k nim přibyly i autobusy a trolejbusy, úplně naposled pak konstrukce tramvajových kolejišť – tramvajové výměny, kolejová křížení, kolejové splítky, kolejové oblouky apod. Nacházely se zde, mimo jiné, i krejčovské dílny, kde se šily služební uniformy pro pražské tramvajáky. Po rozdělení Elektrických podniků hlavního města Prahy v roce 1946 se firma stala součástí Dopravního podniku hlavního města Prahy.
1. dubna 1994 byla strojírna transformována na dceřinou společnost, která zde pod názvem Pražská strojírna a.s. vyráběla v Libni kolejové konstrukce až do začátku roku 2007, kdy se celá společnost přestěhovala do nově zrekonstruovaného areálu v Praze 9-Vinoři a posílila svou pozici na trhu. V roce 2007 došlo k demolici téměř celého objektu.

## Útlum a demolice

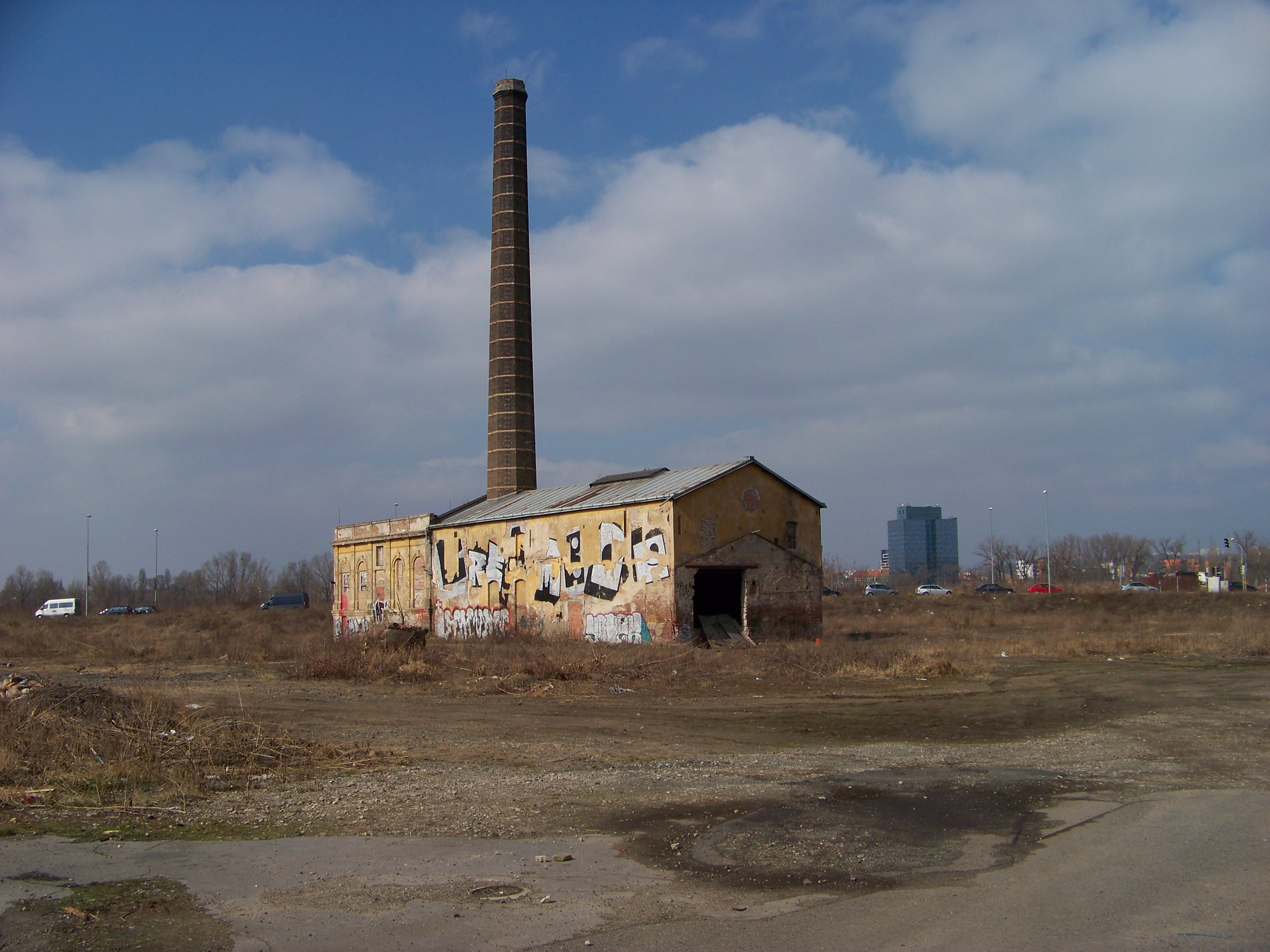
Teplárna, poslední pozůstatek Rustonky byl zdemolován 1. 3. 2014

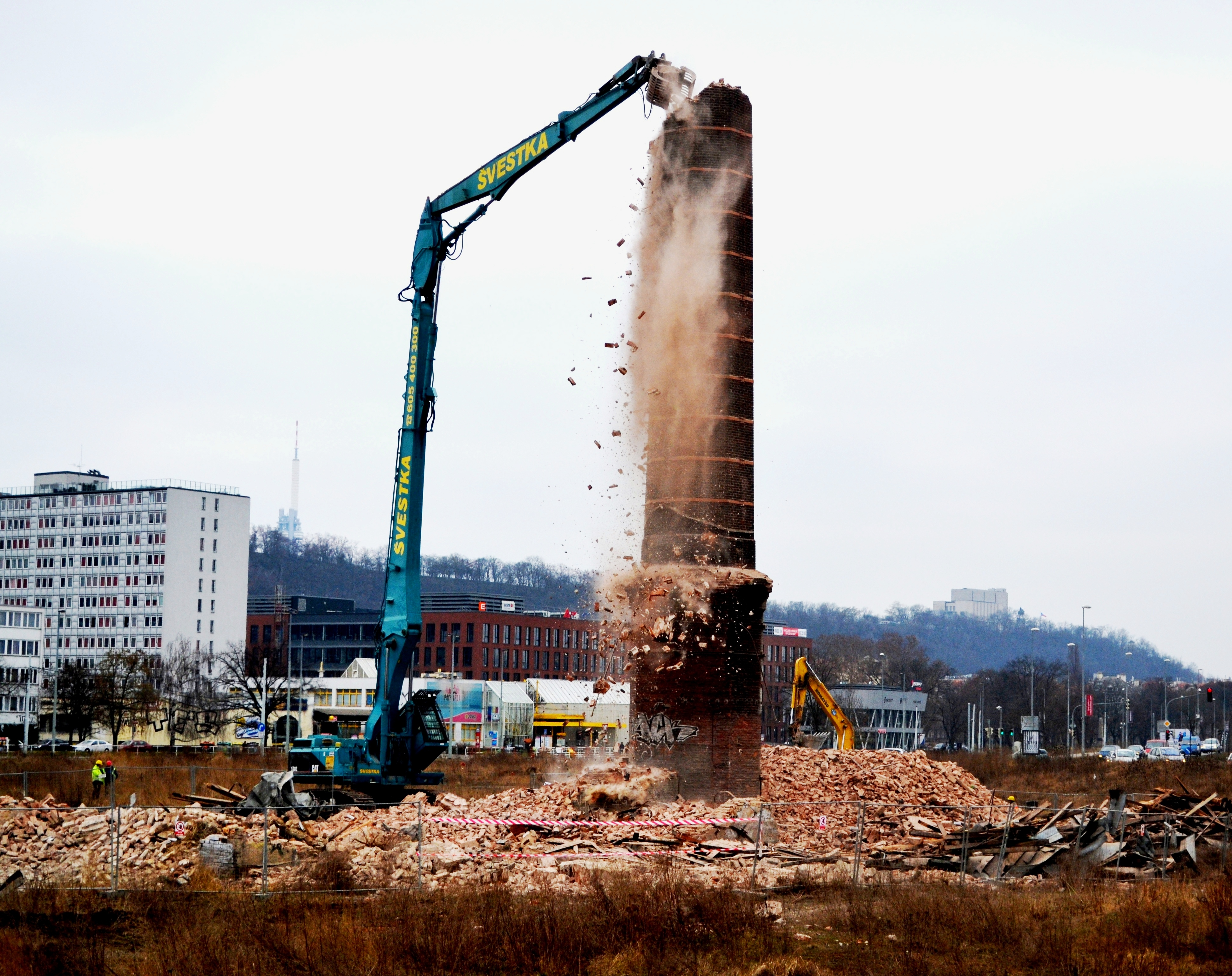
Demolice komína dne 1. 3. 2014

Od 60. let 20. století zde postupně s nárůstem nových kapacit a přesouvání výroby jinam docházelo k utlumování výroby, která zde definitivně zanikla na počátku 21. století. V roce 2005 padlo rozhodnutí o výstavbě nové dopravní komunikace s názvem Pobřežní III., která měla procházet právě těmito místy. V letech 2006 až 2007 byl areál závodu kompletně demolován, až na budovu kotelny s vysokým osmibokým komínem pocházejícím z poloviny 19. století. Tento poslední cenný zbytek byl navzdory projektové studii a původní domluvě o památkové ochraně zdemolován developerskou společností J&T Real Estate koncem února 2014. Na místě zaniklé továrny dokončil soukromý developer v roce 2019 výstavbu administrativního komplexu tří budov, kterému ponechal název Rustonka.